# Ньюфаундленд (порода собак)
Ньюфаундленд (англ. Newfoundland; зменшено: англ. «newf», «newfie», укр. «ньюф», «ньюфик») — популярна на однойменному острові порода робочих собак у Канаді: великі собаки з довгою, густою чорною або коричневою шерстю та густим підшерстям (можлива наявність білих плям на грудях чи лапах), з притаманними цій породі перетинками між пальцями.
Ньюфаундленда в колишньому СРСР інколи помилково називали «водолазом»; правильніше було б так називати собак породи, виведеної схрещенням ньюфаундленда та кавказької вівчарки.
Перші письмові згадки про ньюфаундлендів датуються XVIII століттям, але в кінологічному середовищі вважається, що предки їх набагато давніше. Ще в X столітті великі, витривалі пси жили поруч з корінними народами острова Ньюфаундленд, розташованого біля берегів Північної Америки.

## Зовнішній вигляд

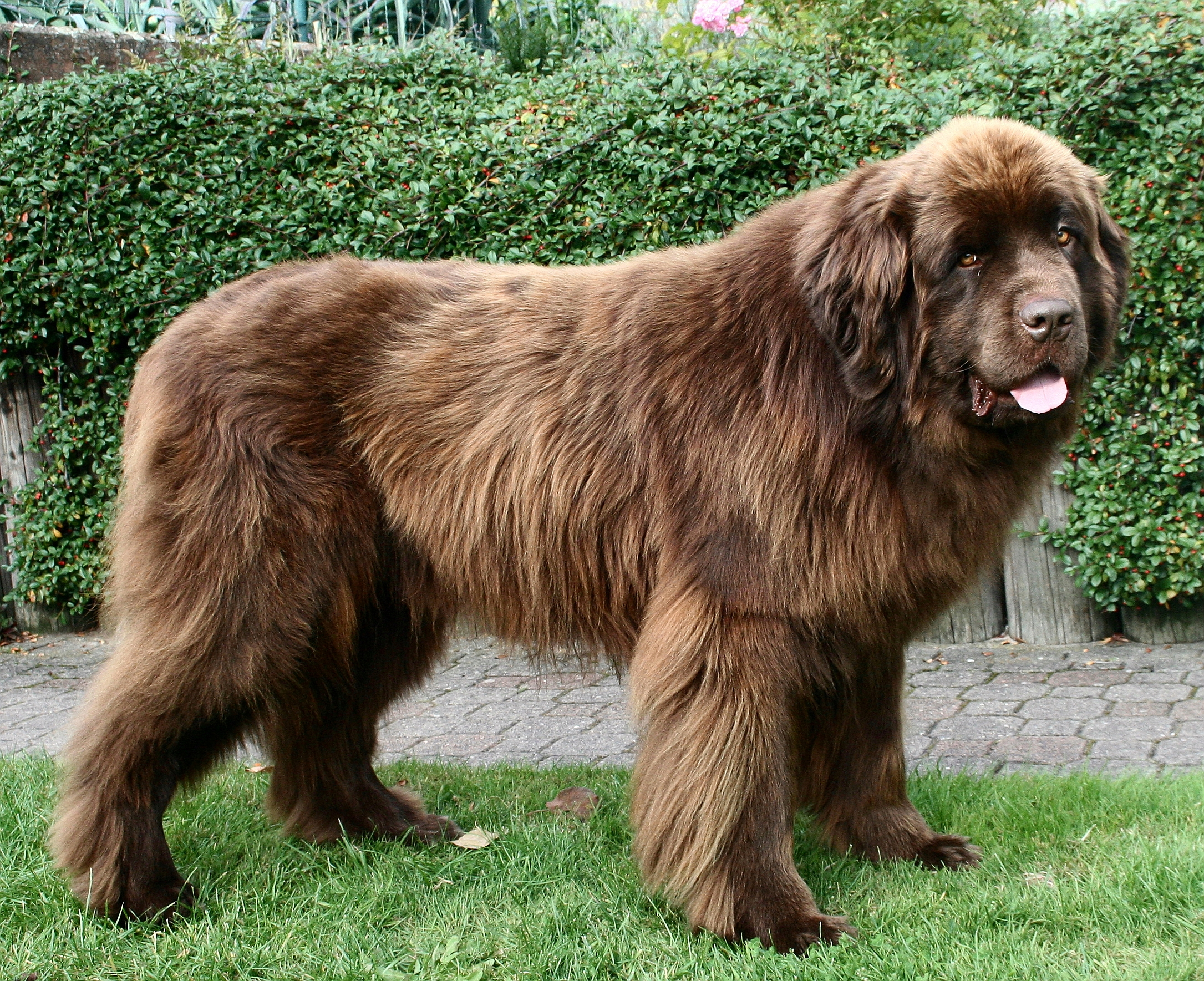
Ньюфаундленд коричневого кольору

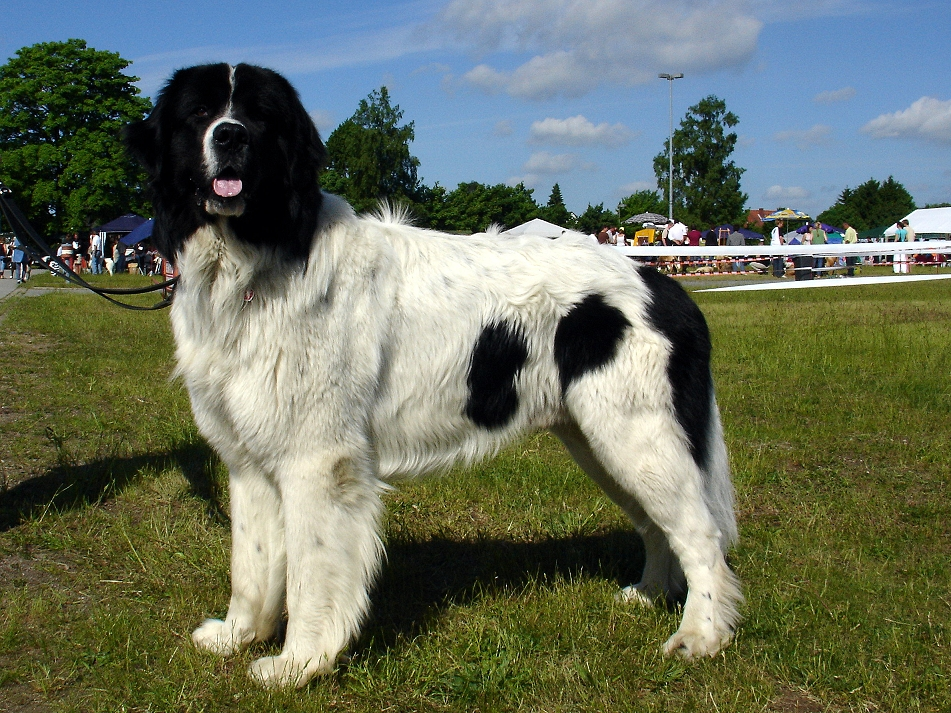
Ньюфаундленд біло-чорного кольору — Ландсір

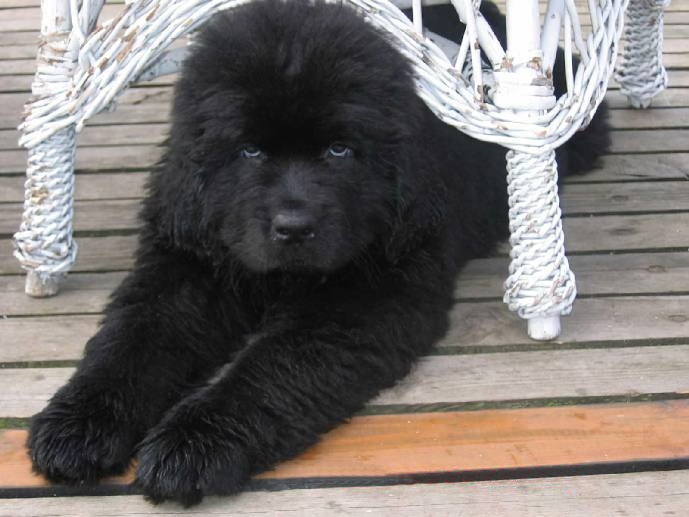
Маленький «ньюфик»

Ньюфаундленди характеризуються перетинковими лапами та своєю водозахисною шерстю. Пси мають вагу 65—75 кг, а суки — 55—65 кг, що дає право називати породу «собака-гігант». Деякі собаки породи, як відомо, важили понад 90 кг. Найбільший ньюфаундленд-рекордсмен важив 120 кг і в довжину був понад 1 м 83 см від носа до кінчика хвоста. Зазвичай ці собаки виростають до 86 см — 1 м 7 см у загривку.

## Різновид: ландсір
Стандарт Американського Клубу Собаківництва англ. American Kennel Club (AKC) має у своєму активі чорний, коричневий, сірий кольори, а також різновид «ландсір» — собака з чорною головою та біло-чорним корпусом (у нас поширеніша назва біло-чорний окрас); Англійський Клуб дозволяє тільки чорний, коричневий та біло-чорний окрас; а стандарти Канадського Клубу дозволяють лише тільки чорний та біло-чорний окрас. Ландсіри отримали свою назву на честь митця Сера Едвіна Ландсіра, відомого своїми картинами собак. АКС, СКС, КС визнають ландсіра як частину породи. Федерація CI (FCI) вважає ландсіра окремою породою; інші вважають його лише варіантом кольору собаки ньюфаундленд.

## Темперамент
Міжнародні Клуби Собаківництва загалом описують породу як таку, що має дуже лагідний і м'який характер.. Ньюфаундлендів зокрема називають «добрий гігант». У них глибокі розумові здібності, вони легкі в навчанні і є прекрасними опікунами та надзвичайно лагідні з дітьми. Такі властивості за сукупністю якостей майже не мають аналогів серед собак інших порід. Ньюфаундленди, що їх просто називають «ньюфи» чи «ньюфі», не просто розумні, — вони вирізняються схильністю до самостійного прийняття рішень. У надзвичайних ситуаціях вони можуть діяти миттєво, без будь-яких команд, та натомість приймають єдине правильне рішення.